# Venise sous la neige (film)
Cet article concerne le film. Pour la pièce de théâtre dont il est tiré, voir Venise sous la neige (pièce de théâtre).
Pour plus de détails, voir Fiche technique et Distribution.
Venise sous la neige est un film français d'Elliott Covrigaru, adapté de la pièce éponyme écrite par Gilles Dyrek et sorti en 2016.

## Synopsis
Christophe, un dramaturge incompris, tente désespérément de financer sa nouvelle pièce que doit interpréter Patricia, sa compagne. Il cherche de l’aide auprès d’un ancien camarade sur le point de se marier, qui invite le couple à passer un weekend à la campagne. 
Mais Patricia, en froid avec Christophe, ne prononce pas un mot devant les futurs époux pour lesquels elle n’éprouve aucune sympathie. Son mutisme persuade ses hôtes un peu naïfs qu’elle est en réalité étrangère. Trop contente d’embarrasser Christophe, Patricia décide de jouer le jeu et s’invente une langue et un pays, la Chouvénie. Le couple y croit dur comme fer, ce qui donne au quiproquo des proportions de plus en plus délirantes.

## Fiche technique
- Titre original : Venise sous la neige
- Réalisation : Elliott Covrigaru
- Scénario : Elliott Covrigaru et Véra Belmont, avec la collaboration de Gérard Mordillat et Ariane Fert, adapté de la pièce éponyme, Venise sous la neige de Gilles Dyrek
- Photographie : Laurent Fleutot
- Son : Dominique Davy
- Montage : Sarah Turoche
- Musique : Elliott Covrigaru
- Production : Véra Belmont
- Société de production : Stéphan Films, co-production JLA Productions, A Prime Group, Imagine, Made in PM, TSF Productions
- Société de distribution : Urban Distribution, TF1 Vidéo
- Pays d'origine :  France
- Langue originale : français
- Genre : comédie
- Durée : 80 minutes
- Date de sortie :
  - France : 26 août 2016 (festival d'Angoulême) ; 17 mai 2017 (sortie nationale)

## Distribution
- Élodie Fontan : Nathalie
- Arthur Jugnot : Jean-Luc
- Juliette Arnaud : Patricia
- Olivier Sitruk : Christophe
- Andrée Damant : Tatie
- Franck de Lapersonne : Dominique
- Michaël Grégorio : Adrien
- Dominique Besnehard : le producteur